# كلاوس أجير
كلاوس أجير (بالألمانية: Klaus Ager)‏ هو موزع وملحن نمساوي، ولد في 10 مايو 1946 في سالزبورغ في النمسا.

## وصلات خارجية
- كلاوس أجير على موقع ميوزك برينز (الإنجليزية)
- كلاوس أجير على موقع ديسكوغز (الإنجليزية)